# FDGB-Pokal der Jugend 1963
Der FDGB-Pokal der Jugend 1963 war die 12. Auflage des höchsten Fußball-Pokalwettbewerbs der Altersklasse 14–16 auf dem Gebiet der DDR, der vom FDGB in Verbindung mit dem Jugendausschuss der Sektion Fußball der DDR veranstaltet und durchgeführt wurde. Er begann am 12. Mai 1963 mit der Qualifikation und endete am 22. Juni 1963 mit dem Finale beim Endrundenturnier in Quedlinburg. Dabei setzte sich der Vorjahressieger TSG Wismar mit einem 3:2-Finalsieg gegen die SG Dynamo Hohenschönhausen durch. Durch die Titelverteidigung ging der Pokal endgültig in den Besitz der Wismarer über.

## Teilnehmende Mannschaften
Am FDGB-Pokal der Jugend (B-Jugend) für die Altersklasse (AK) 14–16 nahmen jeweils zwei Mannschaften aus Ost-Berlin und den 14 Bezirken auf dem Gebiet der DDR, sowie die beiden Endspielgegner des vergangenen Jahres teil. Spielberechtigt waren Spieler bis zum 16. Lebensjahr (Stichtag: 1. September 1946 bis 31. August 1948).
Folgende Mannschaften qualifizierten sich für den FDGB-Pokal der Jugend:
| - Bezirk Rostock BSG Empor Saßnitz keinen zweiten Teilnehmer gemeldet - Bezirk Schwerin SC Traktor Schwerin BSG CM Veritas Wittenberge - Bezirk Neubrandenburg SC Neubrandenburg BSG Einheit Strasburg - Bezirk Potsdam BSG Motor Süd Brandenburg BSG Einheit Nauen - Ost-Berlin SG Dynamo Hohenschönhausen BSG Fortschritt Buchholz | - Bezirk Frankfurt (Oder) BSG Motor Eberswalde BSG Stahl Eisenhüttenstadt - Bezirk Magdeburg SC Aufbau Magdeburg BSG Einheit Burg - Bezirk Halle SC Chemie Halle BSG Fortschritt Weißenfels - Bezirk Leipzig SC Lokomotive Leipzig SC Rotation Leipzig - Bezirk Cottbus BSG Lokomotive Cottbus BSG Aktivist Schwarze Pumpe | - Bezirk Dresden SG Dynamo Dresden SC Einheit Dresden - Bezirk Karl-Marx-Stadt SC Motor Karl-Marx-Stadt BSG Motor Wema Plauen - Bezirk Erfurt BSG Turbine Erfurt BSG Lokomotive Erfurt - Bezirk Gera SC Motor Jena BSG Fortschritt Greiz - Bezirk Suhl BSG Motor Sonneberg BSG Lokomotive Meiningen |
| TSG Wismar (Pokalverteidiger) und TSC Berlin (Vorjahresfinalist) | | |

## Qualifikation

### Modus
Die Qualifikation wurde im K.-o.-System ausgetragen und es wurde versucht, in 60 Minuten einen Gewinner auszuspielen. War danach kein Sieger gefunden, wurde ein Wiederholungsspiel mit getauschtem Heimrecht angesetzt. Wurde auch hier kein Sieger ermittelt, ging es mit fünf Spielern in ein Elfmeterschießen. Sollte das Elfmeterschießen nach fünf Schützen unentschieden ausgehen, entschied das Los über die weitere Teilnahme. Die Sieger der 3. Hauptrunde qualifizierten sich für das Endrundenturnier in Quedlinburg und Umgebung.

### 1. Hauptrunde
| Datum                 |                            | Ergebnis |                             |
| --------------------- | -------------------------- | -------- | --------------------------- |
| So 12. Mai, 14:00 Uhr | BSG Motor Eberswalde       | 5:1      | BSG Einheit Strasburg       |
| So 12. Mai, 14:00 Uhr | TSG Wismar                 | 5:1      | BSG CM Veritas Wittenberge  |
| So 12. Mai, 14:00 Uhr | SC Traktor Schwerin        | 2:0      | BSG Empor Saßnitz           |
| So 12. Mai, 14:00 Uhr | SC Neubrandenburg          | 2:2      | BSG Einheit Nauen           |
| So 12. Mai, 14:00 Uhr | TSC Berlin                 | 9:0      | BSG Stahl Eisenhüttenstadt  |
| So 12. Mai, 14:00 Uhr | BSG Motor Süd Brandenburg  | 2:0      | BSG Einheit Burg            |
| So 12. Mai, 14:00 Uhr | SC Aufbau Magdeburg        | 7:0      | BSG Fortschritt Buchholz    |
| So 12. Mai, 14:00 Uhr | SG Dynamo Dresden          | 5:0      | BSG Aktivist Schwarze Pumpe |
| So 12. Mai, 14:00 Uhr | BSG Lokomotive Cottbus     | 3:2      | SC Einheit Dresden          |
| So 12. Mai, 14:00 Uhr | SC Motor Karl-Marx-Stadt   | 11:00    | BSG Fortschritt Greiz       |
| So 12. Mai, 14:00 Uhr | SC Motor Jena              | 1:1      | BSG Motor Wema Plauen       |
| So 12. Mai, 14:00 Uhr | BSG Turbine Erfurt         | 4:2      | BSG Lokomotive Meiningen    |
| So 12. Mai, 14:00 Uhr | BSG Motor Sonneberg        | 1:3      | BSG Lokomotive Erfurt       |
| So 12. Mai, 14:00 Uhr | SC Chemie Halle            | 2:2      | SC Rotation Leipzig         |
| So 12. Mai, 14:00 Uhr | SC Lokomotive Leipzig      | 2:2      | BSG Fortschritt Weißenfels  |
| Freilos:              | SG Dynamo Hohenschönhausen |          |                             |

 Wiederholungsspiele 
| Datum                 |                            | Ergebnis |                       |
| --------------------- | -------------------------- | -------- | --------------------- |
| So 19. Mai, 14:00 Uhr | BSG Einheit Nauen          | 1:3      | SC Neubrandenburg     |
| So 19. Mai, 14:00 Uhr | BSG Motor Wema Plauen      | :        | SC Motor Jena         |
| So 19. Mai, 14:00 Uhr | SC Rotation Leipzig        | 0:5      | SC Chemie Halle       |
| So 19. Mai, 14:00 Uhr | BSG Fortschritt Weißenfels | 0:1      | SC Lokomotive Leipzig |

### 2. Hauptrunde
| Datum                 |                           | Ergebnis |                            |
| --------------------- | ------------------------- | -------- | -------------------------- |
| Do 23. Mai, 14:00 Uhr | BSG Motor Eberswalde      | 1:5      | SG Dynamo Hohenschönhausen |
| So 26. Mai, 14:00 Uhr | TSG Wismar                | 1:1      | SC Traktor Schwerin        |
| So 26. Mai, 14:00 Uhr | SC Neubrandenburg         | 2:1      | TSC Berlin                 |
| So 26. Mai, 14:00 Uhr | BSG Motor Süd Brandenburg | 2:4      | SC Aufbau Magdeburg        |
| So 26. Mai, 14:00 Uhr | SC Chemie Halle           | :        | BSG Turbine Erfurt         |
| So 26. Mai, 14:00 Uhr | SC Lokomotive Leipzig     | 1:2      | SC Motor Jena              |
| So 26. Mai, 14:00 Uhr | BSG Lokomotive Erfurt     | 0:2      | SC Motor Karl-Marx-Stadt   |
| So 26. Mai, 14:00 Uhr | BSG Lokomotive Cottbus    | 0:0      | SG Dynamo Dresden          |

 Wiederholungsspiele 
| Datum                  |                     | Ergebnis |                        |
| ---------------------- | ------------------- | -------- | ---------------------- |
| So 02. Juni, 14:00 Uhr | SC Traktor Schwerin | 0:3      | TSG Wismar             |
| So 02. Juni, 14:00 Uhr | SG Dynamo Dresden   | 5:0      | BSG Lokomotive Cottbus |

### 3. Hauptrunde
| Datum                  |                            | Ergebnis |                          |
| ---------------------- | -------------------------- | -------- | ------------------------ |
| So 09. Juni, 14:00 Uhr | SC Aufbau Magdeburg        | 1:4      | TSG Wismar               |
| So 09. Juni, 14:00 Uhr | SG Dynamo Hohenschönhausen | 1:0      | SC Neubrandenburg        |
| So 09. Juni, 14:00 Uhr | SC Motor Jena              | 1:1      | SC Chemie Halle          |
| So 09. Juni, 14:00 Uhr | SG Dynamo Dresden          | 1:0      | SC Motor Karl-Marx-Stadt |

 Wiederholungsspiel 
| Datum                  |                 | Ergebnis |               |
| ---------------------- | --------------- | -------- | ------------- |
| So 16. Juni, 14:00 Uhr | SC Chemie Halle | :        | SC Motor Jena |

## Endrundenturnier
Das Endrundenturnier fand vom 21. bis 22. Juni in Quedlinburg (Bezirk Halle) und Halberstadt (Bezirk Magdeburg) statt.

### Halbfinale
Die Spiele im Halbfinale fanden in Halberstadt im Friedensstadion statt.
| Datum             |                            | Ergebnis |                   |
| ----------------- | -------------------------- | -------- | ----------------- |
| Fr .21. Juni 1963 | TSG Wismar                 | 2:0      | SG Dynamo Dresden |
| Fr .21. Juni 1963 | SG Dynamo Hohenschönhausen | 3:0      | SC Chemie Halle   |

### Spiel um Platz 3
Das Spiel um Platz 3 wurde in Quedlinburg im Guts-Muths-Stadion ausgetragen.
| Datum            |                   | Ergebnis   |                 |
| ---------------- | ----------------- | ---------- | --------------- |
| Sa 22. Juni 1963 | SG Dynamo Dresden | (1)1:1 (1) | SC Chemie Halle |

### Finale
| Paarung                    | TSG Wismar – SG Dynamo Hohenschönhausen |
| Ergebnis                   | 3:2 (1:0) |
| Datum                      | Samstag, 22. Juni 1963 |
| Stadion                    | Guts-Muths-Stadion, Quedlinburg |
| Tore                       | 1:0 Sykora (3.) 1:1 Prescher (42.) 2:1 Sykora (44.) 3:1 Stein (58.) 3:2 ??? (59.) |
| TSG Wismar                 | Vick – Dargatz, Klaus Schwark, Karl-Heinz Henning – Dieter Wilde, Steinhagen – Peter Sykora, Heinz Baade, Klaus-Peter Stein , Hans-Joachim Fröck, Bernoth Cheftrainer: Karl-Heinz Harnack / Friedrich Thoms |
| SG Dynamo Hohenschönhausen | Rungenhagen – Peter Dreier, Kuklok, Marmulla – Klaus Paasch, Däge – Jörg Prescher, Joachim Loth, Richter, Klaus Rexhausen, Knoch Cheftrainer: Herbert Schoen                                                |